# Zelmotor
Zelmotor – polski producent sprzętu AGD od 2020 roku; wcześniej Zakład Produkcji Silników Zelmer S.A.; w latach 2010 do 2013 część Grupy Kapitałowej Zelmer, od 2010 do 2019 producent silników elektrycznych i podzespołów dla sprzętu AGD produkowanego przez Zelmer.

## Historia
Firma powstała w styczniu 2010 (rejestracja listopad 2009) na bazie zakładu produkcji silników w ramach restrukturyzacji zakładów Zelmer. Zelmotor sp. z o.o. to wieloletni, główny producent i dostawca silników dla produktów Zelmera. Od 2016 roku, gdy Zelmer został przejęty przez BSH Hausgeräte GmbH, dostawca podzespołów do ich urządzeń. Po przejęciu firmy Zelmer przez B&B Trends w 2019 w związku z ustaniem zamówień ze strony Zelmera, Zelmotor przekształcił się z firmy technologicznej w producenta gotowych wyrobów sektora małego AGD. Pierwsze produkty małego AGD pod marką Zelmotor pojawiły się na rynku na początku 2020. Zelmotor po restrukturyzacji firmy kontynuuje działalność produkcyjną silników elektrycznych dla odbiorców w kraju i zagranicą i jest samodzielnym producentem gotowych urządzeń branży AGD. Firma kontynuuje tradycje produkcji artykułów gospodarstwa domowego na Podkarpaciu, jej zakłady produkcyjne mieszczą się w Rzeszowie i Jarosławiu.  Urządzenia AGD obejmują: maszynki do mielenia, szatkownice, krajalnice, suszarki spożywcze, miksery, oczyszczacze powietrza. Firma nadal produkuje silniki elektryczne małej i średniej mocy oraz podzespoły do wielu urządzeń, w tym odkurzaczy.
Od 2021 r. funkcjonuje również Wydział Śląski Zelmotor w Puńcowie koło Cieszyna – spadkobierca tradycji produkcyjnych znanej firmy Celma, w latach 2016–2021 działającej w ramach przedsiębiorstwa Promotech. Produkcja w Puńcowie obejmuje koła zębate, wałki, silniki elektryczne używane w profesjonalnych elektronarzędziach z możliwością zwiększenia i poszerzenia asortymentu produkcyjnego dla sprzętu AGD.
W 2021 roku firma weszła w spór prawny z hiszpańskim B&B Trends. Nowy właściciel marki Zelmer zarzucał Zelmotorowi, że przez podobieństwo do artykułów przejętej marki, takich jak miksery, maszynki do mielenia mięsa lub czajniki (np. Zelmer i Zelmotor Crystal) oraz samej nazwy Zelmotor, firma wprowadza konsumentów w błąd. W wyniku sądowej batalii Zelmotor oświadczył, że wszystkie nowe artykuły będą dostępne pod marką o nazwie SMAPP (skrót od SMart APPliances co z angielskiego ma oznaczać „inteligentne urządzenia”) .
Zelmotor w trzech zakładach produkcyjnych zatrudnia ponad 200 pracowników.